# Thure Öberg (företagsledare)
Thure Öberg, egentligen Ture Ferdinand Öberg, född 30 mars 1893 i Vännäs socken, död 6 september 1963 i Uppsala, var en svensk ingenjör och företagsledare.
Thure Öberg var son till kyrkoherden Ferdinand Öberg och Emma Axberg samt gift med folkskolläraren Helfrid Krook, som var dotter till bruksförvaltaren Victor Krook och Eva Pipon. Efter studentexamen i Umeå 1914 inskrevs Öberg vid Tekniska högskolan 1915 och utexaminerades 1919 från dess fackavdelning för elektroteknik. Samma år anställdes han som laboratorieingenjör vid ASEA:s verkstäder i Ludvika, och 1924–1934 tjänstgjorde han som verkstadsingenjör och assistent åt verkstadschefen där. Han var därefter 1934–1942 överingenjör och driftschef vid konfektions AB Junex i Huskvarna och 1942–1946 teknisk direktör vid Norrahammars bruk. Från 1946 var Öberg VD för Norrahammars moderbolag Husqvarna vapenfabriks AB i Huskvarna. Öberg tillhörde styrelsen för flera av Husqvarnas dotterbolag och var styrelseledamot i Fagersta bruks AB och ett flertal textilföretag, såsom AB Gunnar Collijn, AB Elis Fischer och AB Ivan Öhlin, alla i Stockholm, samt Säters väveri AB i Säter. Under sin verksamhet vid ASEA i Ludvika fungerade Öberg i fjorton år som lärare vid Ludvikas lärlings- och yrkesskola. 
Öbergs sakkunskap togs i anspråk för ett stort antal utredningar, statliga kommittéer och nämnder. Bland annat var han sakkunnig i 1938 års uniformskommitté, överingenjör i Försvarsväsendets verkstadsnämnd 1940–1941, chef för Industrikommissionens textilsektions konfektionsbyrå 1941–1942 och ledamot av 1942 års militära reparationstjänsteutredning. Han blev 1948 styrelseordförande i Jönköpings läns centrala yrkesskola och ordförande i Svenska mekanikerförbundet. Öberg publicerade ett flertal artiklar i tidningar och tidskrifter.